# Heckenlauerspinne

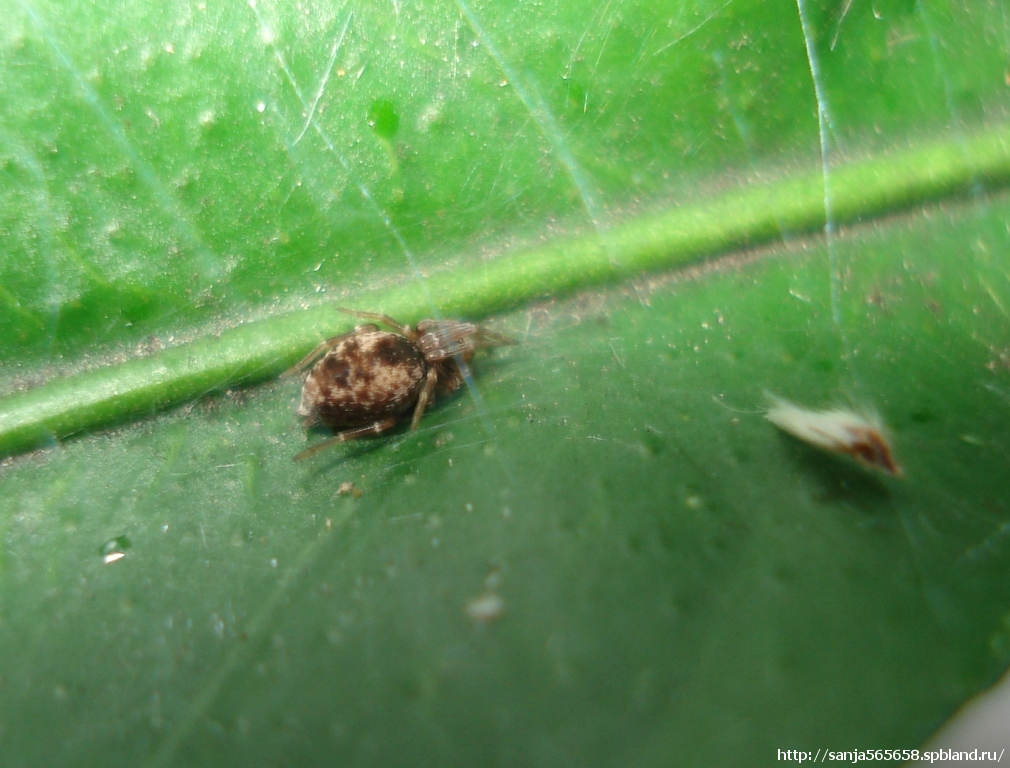
Ein Exemplar mit Fäden des Fangnetzes

Die Heckenlauerspinne (Dictyna uncinata) ist eine Art der Kräuselspinnen und lebt in Europa und anderen Teilen der Paläarktis.

## Merkmale
Eine kleine Spinnenart, die 2,5–3,5 mm lang wird. Vorne auf dem Hinterleib befindet sich ein ovaler Dunkelfleck und dahinter angedeutete Querlinien. Die Beine sind heller als der Körper.

## Netz
Die Fäden des Fangnetzes liegen auf der Oberseite grüner Blätter und die Spinne lauert unter einer Gespinstdecke, in die fast immer Fremdkörper eingesponnen sind. Vor dem Versteck liegt ein Teppich aus Kräuselfäden, ähnlich wie bei der Grünen Kräuselspinne.

## Lebensraum
Die Art findet sich vorzugsweise auf vertrockneten Doldenblütlern oder auf der Unterseite der Blätter größerer Büsche und Eichen, oft in ähnlichen Lebensräumen wie die Gewöhnliche Kräuselspinne.

## Wissenswertes
Eine der häufigsten heimischen Spinnen. Man findet reife Tiere vom Frühling bis in den Frühherbst.